# The Night House
The Night House (prt: The Night House - Segredo Obscuro; bra: A Casa Sombria) é um filme de terror psicológico estadunidense de 2020, dirigido por David Bruckner, baseado em um roteiro de Ben Collins e Luke Piotrowski. É estrelado por Rebecca Hall, Sarah Goldberg, Evan Jonigkeit, Stacy Martin e Vondie Curtis-Hall.
Teve sua estreia mundial no Festival de Cinema de Sundance em 24 de janeiro de 2020. Foi lançado nos cinemas em 20 de agosto de 2021, pela Searchlight Pictures.

## Elenco
- Rebecca Hall como Beth
- Sarah Goldberg como Claire
- Stacy Martin como Madelyne
- Evan Jonigkeit como Owen
- Vondie Curtis-Hall como Mel

## Lançamento
O filme teve sua estreia mundial no Festival de Cinema de Sundance em 24 de janeiro de 2020. Pouco depois, a Searchlight Pictures adquiriu os direitos de distribuição do filme. O filme esteve programado para ser lançado em 16 de julho de 2021, mas a data foi adiada para 20 de agosto de 2021.

## Recepção
No Rotten Tomatoes, o filme tem um índice de 88% de aprovação com base em 24 críticas, com uma nota média de 6,90/10. O consenso dos críticos do site diz: "Liderado pela emocionante performance central de Rebecca Hall, The Night House oferece horror atmosférico que envolve tanto intelectual quanto emocionalmente". No Metacritic, o filme tem uma pontuação média ponderada de 62 em 100, com base em 7 avaliações, indicando "críticas geralmente favoráveis".